# Francisco de Villagra
Francisco de Villagra Velázquez (Santervás de Campos, 1511 circa – Concepción, 22 luglio 1563) è stato un militare spagnolo, conquistador e tre volte Governatore Reale del Cile.

## Gioventù
Era figlio di Alvaro de Sarría e di Ana Velázquez de Villagra, anche se costoro non erano sposati. Per questo motivo prese il cognome della madre. All'arrivo in America, si trasferì in Perù, dove organizzò, con il capitano Alonso de Mesa un tentativo per liberare Diego de Almagro, allora prigioniero dei fratelli Pizarro. Scoperto il tradimento, fu condannato a morte, ma Hernando Pizarro gli concesse di vivere.

## Conquista del Cile
Viaggiò in Cile con Pedro de Valdivia, partecipando alla sua conquista. Era presente alla fondazione di Santiago del 1541, e ricoprì vari incarichi nel governo cittadino, venendo chiamato a difenderla dall'assalto del cacique Michimalonco nel settembre dello stesso anno. 

### Primo governo
Quando, nel 1548, Valdivia decise di andare in Perù, in cerca di rinforzi, nominò Villagra tenente governatore del Cile. Poco dopo aver assunto l'incarico, scoprì una cospirazione guidata da Pero Sánchez de la Hoz, che già più volte aveva tentato di prendere il potere, ma che Valdivia aveva perdonato. Villagra non fu così benevolo, ed il ribelle fu giustiziato senza neanche dargli il tempo di confessarsi. Questo fatto provocò alcuni problemi a Valdivia, tra cui un processo per varie irregolarità, da cui uscì pulito guadagnandosi anche la nomina del viceré a governatore del Cile. Nel 1551 Villagra fu mandato in Perù a raccogliere gli uomini necessari per alcune campagne nel sud contro i Mapuche.

### Secondo governo

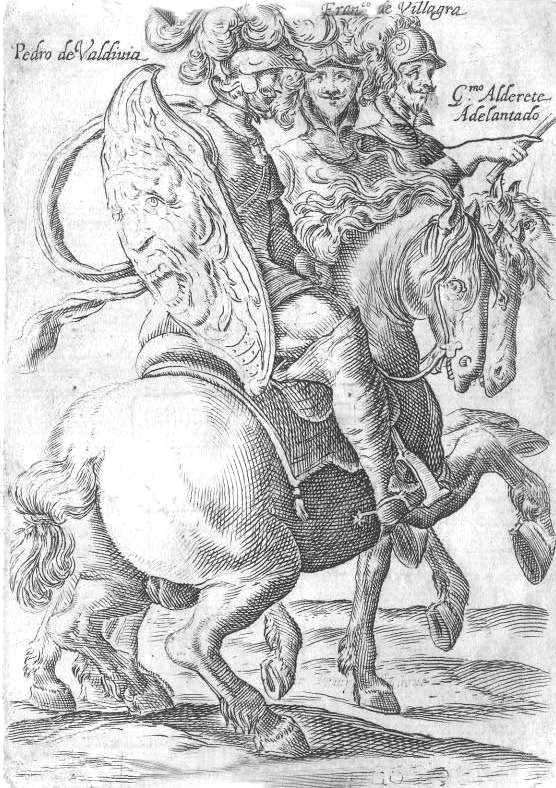
Incisione di Alonso de Ovalle del 1646, raffigurante Valdivia, Villagra e Alderete

Valdivia morì nella battaglia di Tucapel, il 25 dicembre 1553. Nel suo testamento, aperto solo dopo la morte, nominò Jerónimo de Alderete governatore del Cile. La seconda scelta fu Francisco de Aguirre ed infine Villagra. Alderete si trovava in Spagna per trattare la sostituzione di Valdivia col re, ed Aguirre era occupato dalla conquista di Tucumán. Le città del sud proclamarono, quindi, governatore Villagra. A Santiago, dove il testamento di Valdivia non fu aperto, Rodrigo de Quiroga si autoproclamò governatore. Villagra tentò di soffocare la rivolta indigena, guidata da Lautaro, ma fu duramente sconfitto il 26 febbraio nella battaglia di Marihueñu, metà dei suoi uomini furono uccisi e Concepción distrutta. Quando giunse a Santiago per recuperare la situazione, convinse Quiroga a lasciargli l'incarico. 
Quando Aguirre seppe della nomina si trovava a Tucumán, e Villagra era già stato nominato governatore a causa della sua assenza e della morte di Alderete. Ne venne a conoscenza dai suoi amici di La Serena, e fece immediatamente ritorno venendo accolto come capitano generale e governatore del Cile. Comunicò la scelta a Santiago, facendo sapere che i suoi uomini erano pronti a difendere i diritti garantitigli da Valdivia. Il consiglio cittadino di Santiago, però, si rifiuto di accettare la sua pretesa, disarmando il contingente guidato dal fratello di Aguirre, Hernando, mandato a consegnare la missiva. Il conflitto fu poi risolto con l'invio di una petizione all'Audiencia di Lima, la quale decise che il consiglio avrebbe assunto l'incarico per sei mesi, dopodiché il viceré Andrés Hurtado de Mendoza avrebbe designato il nuovo governatore. In caso di mancata nomina il nuovo governatore sarebbe stato Villagra, al comando dell'esercito del sud. Aguirre avrebbe preferito ignorare il verdetto, ma le sue forze erano troppo limitate per scontrarsi con quelle di Villagra, e quindi dovette accettare controvoglia.
Nel frattempo la guerra di Arauco proseguiva, e Lautaro aveva nuovamente sconfitto gli spagnoli ad Angol distruggendo di nuovo Conception. Pedro de Villagra attaccò la marcia di Lautaro su Santiago nella battaglia di Peteroa. Il governatore marciò quindi a sud, riuscendo a rinforzare le città assediate facendo poi ritorno per sorprendere e battere i Mapuche uccidendo Lautaro nella battaglia di Mataquito.

### Esilio a Lima
Poco dopo la vittoria di Villagra a Mataquito, arrivò il nuovo governatore scelto da Andrés Hurtado de Mendoza. Si trattava del figlio, García Hurtado de Mendoza. Tra le sue prime azioni da governatore ci fu la scelta di imprigionare sia Aguirre sia Villagra. Mandati a Lima per essere giudicati, la sentenza fu favorevole a Villagra. Questo gli valse l'appoggio dei tanti che avevano visto nell'arresto un abuso d'ufficio del figlio del viceré.

## Terzo governo e morte
Anni dopo fu nominato dal re come successore di Hurtado de Mendoza, ed assunse l'incarico nel 1561. Il suo nuovo governo iniziò con un evento terribile, dato che la nave con cui arrivò portò in Cile il vaiolo. Una disastrosa epidemia colpì Valparaíso e Santiago, sterminando anche i Mapuche che persero il 20-25% della loro popolazione. Iniziando questo governo riorganizzò i regolamenti del lavoro in miniera ed annullò le encomienda che Garcia Hurtado de Mendoza aveva concesso ad amici e compagni, i quali iniziarono a protestare. Organizzò una nuova spedizione contro i Mapuche, ma si ammalò. Dovette essere portato in barella sui campi di battaglia. Patì inoltre la morte del figlio Pedro de Villagra nel corso di questa guerra, il che peggiorò le sue condizioni fisiche e mentali. Assegnò al cugino Pedro de Villagra il compito di portare a termine la campagna, conferendogli anche il titolo temporaneo di governatore, grazie al potere ricevuto dal viceré. Morì due giorni dopo, il 22 luglio 1563, e secondo il suo volere fu sepolto in abiti francescani.